# تشافين دي هوانتار
تشافين دي هوانتار هو موقع أثري يحتوي على الأنقاض والأعمال الفنية التي شيدت في الأصل من قبل تشافين، وثقافة ما قبل حضارة الإنكا، حوالي 900 ق. ويقع موقعها على بعد 250 كم (160 ميل) إلى الشمال من ليما، بيرو ،و على ارتفاع 3200 متر (10500 قدم) جبال الأنديز، إلى الشرق من الكوردييرا بلانكا في بداية وادي كونتشوكوس. وقيدت تشافين دي هوانتار كموقع للتراث العالمي من قبل اليونسكو. وتم أستخدام بعض اثار تشافين وعرضها في متحف ناسيون دي لا, ليما.

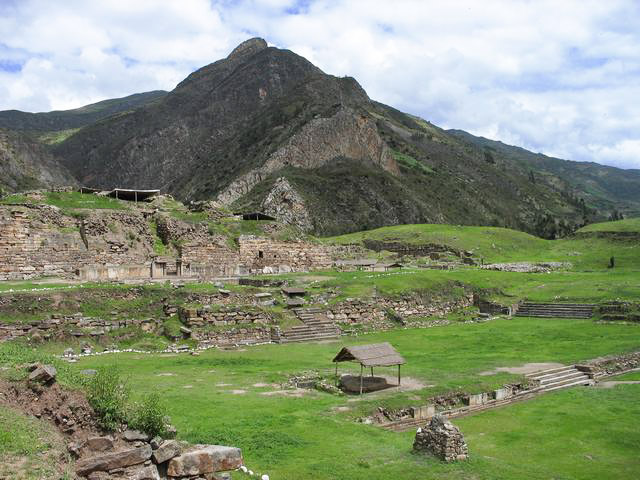
ساحة الأحتفال

بنيت في البداية تشافين دي هوانتار حوالي 900 قبل الميلاد. بينما كان يقوم عدد كبير من السكان إلى حد ما على الاقتصاد الزراعي، وجعل موقع المدينة، على منابع نهر مارانيون، بين الساحل والغابة، موقعاً مثاليا لنشر وجمع كل من الأفكار والسلع المادية. هذا الموقع الاثري هو مركز كبير للاحتفالية التي كشفت الكثير عن ثقافة تشافين. خدم تشافين دي هوانتار كمكان لتجمع شعوب المنطقة للعمل معا والعبادة. وتحولت إلى مركز للوادي الخصب، التي سيطرت علي المناطق المحيطة، فكان لها تأثير معقد، بل أصبحت مكانا لعموم المنطقة من أهمية، مثل أن يجري في تشافين دي هوانتار لها قيمة في حد ذاته : لتشهد طقوس، والتشاور في أوراكل، أو الدخول في عبادة.

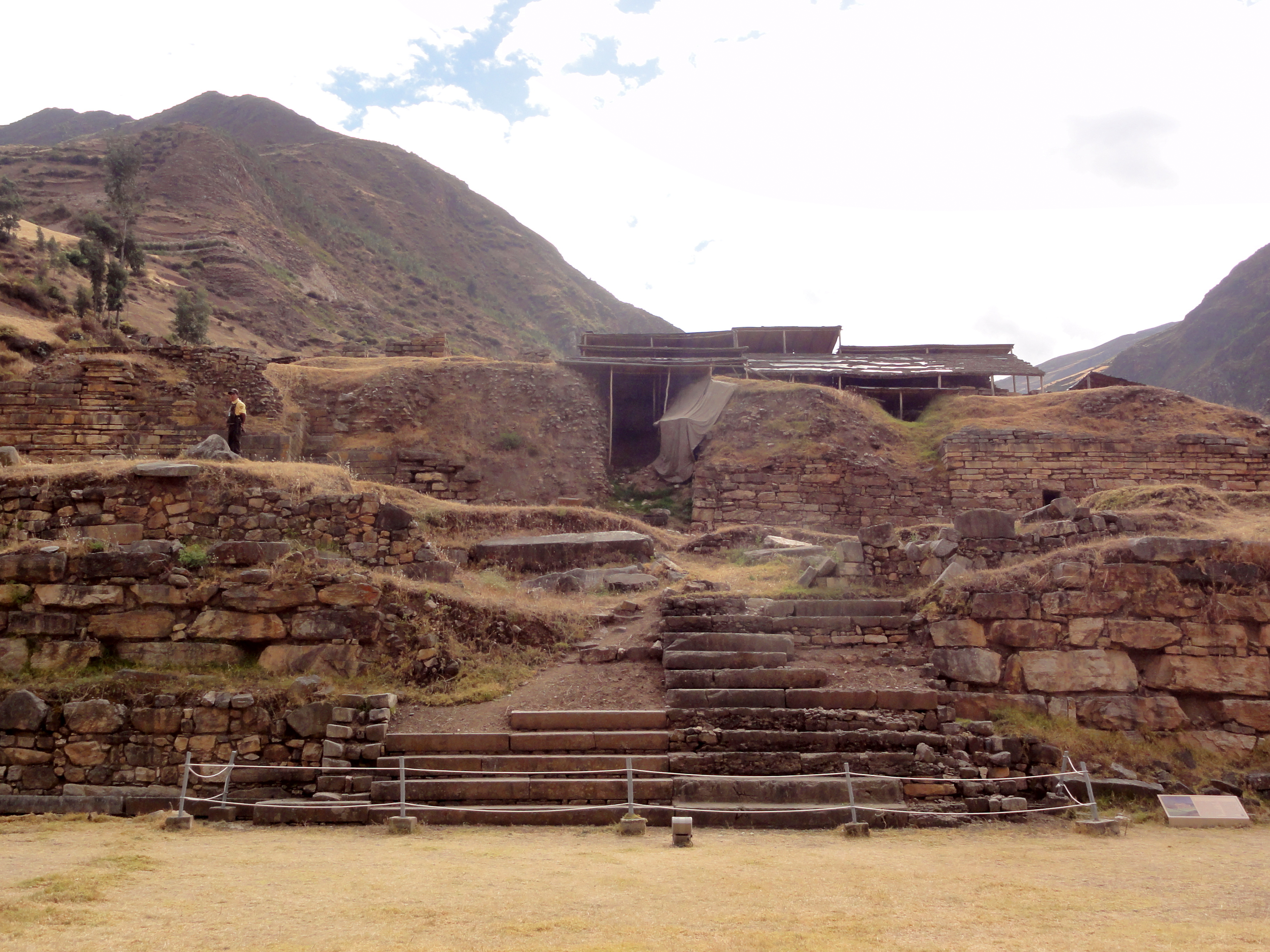
Escaleras_de_ingreso_al_Castillo_de_Chavín.jpg

النتائج في تشافين دي هوانتار تشير إلى أن عدم الاستقرار الاجتماعي والاضطرابات بدأت تحدث بين 500 و 300 قبل الميلاد، في الوقت نفسه بدأت الحضارة التشافينية في الانخفاض. وتم التخلي عن مواقع الاحتفالية الكبيرة، واستعيض عن القرى والأراضي الزراعية. في تشافين دي هوانتار، محل في موعد لا يتجاوز 500 قبل الميلاد، وهي قرية صغيرة في ساحة التعميم. واحتل الساحة من قبل سلسلة من الجماعات، أما أحجار البناء فتم إنقاذ المنحوتات الحجرية لاستخدامها في جدران المنزل. طوابق متعددة تشير الاحتلال احتلت القرية بشكل مستمر من خلال 1940.